# Romualda Matusiak
Romualda Czesława Matusiak (ur. 1 stycznia 1942 w Tuliszkowie, zm. 20 sierpnia 2023 w Słupcy) – polska polityk, nauczycielka, posłanka na Sejm PRL IX i X kadencji.

## Życiorys
Córka Stefana i Janiny. Ukończyła w 1967 studia nauczycielskie w Poznaniu, w 1978 studia z zakresu filologii polskiej na Uniwersytecie im. Adama Mickiewicza w Poznaniu oraz w 1981 studia podyplomowe z zakresu zarządzania i kierowania oświatą. W 1987 uzyskała drugi stopień specjalizacji zawodowej. Pracowała jako nauczycielka od 1959 do czasu przejścia na emeryturę. Od 1976 zajmowała stanowisko zastępcy dyrektora Szkoły Podstawowej im. Michała Okurzałego w Zagórowie.
Od 1976 do 1988 była radną Wojewódzkiej Rady Narodowej w Koninie, w której przewodniczyła Komisji Zdrowia, Kultury Fizycznej i Spraw Socjalnych. W latach 1985–1991 sprawowała mandat posłanki IX i X kadencji z ramienia Polskiej Zjednoczonej Partii Robotniczej z okręgu Konin. Przez kilka kadencji pełniła funkcję radnej gminy Zagórów. W 2006 została wybrana po raz kolejny, obejmując też ponownie stanowisko przewodniczącego rady. Także w 2010 uzyskała reelekcję. W 2014 nie kandydowała. Związana z Sojuszem Lewicy Demokratycznej i Związkiem Nauczycielstwa Polskiego.

## Odznaczenia
- Krzyż Kawalerski Orderu Odrodzenia Polski (1987)
- Złoty Krzyż Zasługi (1979)
- Medal 40-lecia Polski Ludowej
- Nagroda Ministra Oświaty i Wychowania (wielokrotnie)